# غريغ غرونبرغ
غريغ غرونبرغ (بالإنجليزية: Greg Grunberg)‏ ممثل أمريكي يهودي من مواليد 11 يوليو 1966.

## مواقع خارجية
- غريغ غرونبرغ على موقع IMDb (الإنجليزية)
- غريغ غرونبرغ على موقع روتن توميتوز (الإنجليزية)
- غريغ غرونبرغ على موقع ألو سيني (الفرنسية)
- غريغ غرونبرغ على موقع تيرنر كلاسيك موفيز (الإنجليزية)
- غريغ غرونبرغ على موقع أول موفي (الإنجليزية)
- غريغ غرونبرغ على موقع قاعدة بيانات الأفلام السويدية (السويدية)
- غريغ غرونبرغ على موقع إن إن دي بي (الإنجليزية)
- غريغ غرونبرغ على موقع ديسكوغز (الإنجليزية)
- غريغ غرونبرغ على موقع قاعدة بيانات الفيلم (الإنجليزية)
- غريغ غرونبرغ على موقع كينوبويسك (الروسية)